# Yuta (cheval)
Pour les articles homonymes, voir Yuta.
Le Yuta est une race de poney originaire du Bhoutan. Indigène de ce pays, elle est devenue rare avec l'expansion de la motorisation des transports. Les Yuta sont surtout utilisés pour la selle et le transport de marchandises.

## Histoire
« Yuta » est en fait le mot local pour désigner un cheval dans une grande partie du Bhoutan.
Une étude menée en 1998 a permis de classer les chevaux du Bhoutan en plusieurs catégories de populations. Le Yuta est l'une d'elles, il s'agit d'une race indigène,, considérée comme unique. La motorisation des transports a provoqué une baisse régulière de la population de poneys avec la fin de leur usage. Une ferme d'élevage équin nationale est créée en 2010. Située à Nasphel dans le Bumthang, elle a pour objectif de préserver la race. Des éleveurs ont également été formés pour travailler à sa sélection, dans les régions du Tandigang, du Bumthang et du Bumdeling.

## Description
La FAO relève une taille de 1,23 m en moyenne chez les mâles. De type poney, ces animaux se caractérisent par des membres antérieurs solides et une poitrine étroite. Les sabots sont durs et solides. Particulièrement adapté à son environnement, le Yuta montre du courage dans les terrains difficiles et possède une grande sûreté de pied. La couleur de robe est très variable, on trouve aussi bien du noir que du bai et du gris.
Les juments poulinent tous les 557 jours en moyenne, au plus tôt dès l'âge de quatre ans, mais généralement plutôt à six ans. La race est très rustique et se contente de peu.

## Utilisations
Il est essentiellement employé pour la selle et le transport. Il peut porter de 30 à 80 kg. Son usage est privilégié sur celui de la mule.

## Diffusion de l'élevage
C'est une race indigène du Bhoutan, il se trouve un peu partout dans ce pays. Il n'existe pas de relevé de population ne prenant en compte que le Yuta, mais le nombre total de chevaux indigènes au Bhoutan (incluant les races Boeta, Merak-Saktenpata et Yuta) est situé entre 17 490 et 17 494 têtes en 2010. Ce nombre diminue légèrement d'année en année. L'évaluation de la FAO publiée en 2007 classe le Yuta comme race locale du Bhoutan dont le niveau de menace est inconnu. L'étude menée par l'Université d'Uppsala, et publiée pour la FAO en 2010, le signale comme race locale asiatique dont le niveau de menace est inconnu.